# Murowaniec (Siedlce)
Murowaniec – w Polsce, położona w województwie świętokrzyskim, w powiecie kieleckim, w gminie Chęciny.
W latach 1975–1998 Murowaniec administracyjnie należał do województwa kieleckiego.